# Tíjola
Tíjola est une commune de la province d'Almería, Andalousie, en Espagne.

## Géographie

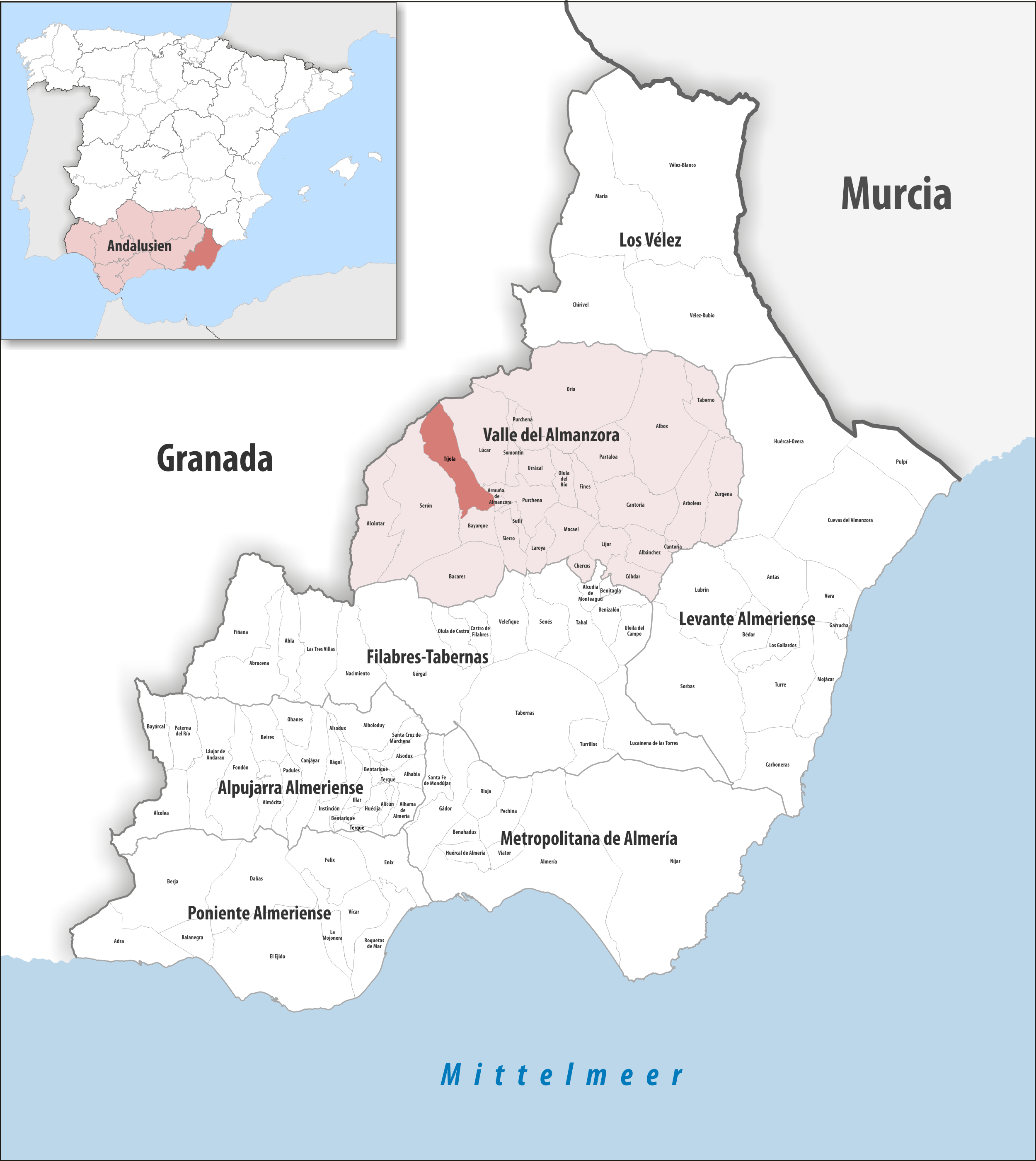
Tíjola dans la comarque Valle del Almanzora, province d'Almería / en Andalousie

### Localisation
La commune de Tíjola se trouve dans le sud-est de l'Espagne, dans l'ouest de la province d'Almería et en bordure ouest de la comarque Valle del Almanzora.
Albox (chef-lieu de la comarque) est à 31 km est ;
Almería à 90 km sud ;
Madrid à 521 km nord-nord-ouest ;
Gibraltar à 392 km sud-ouest (distances par route).

## Administration
| Période                                  | Période | Identité | Étiquette | Qualité |
| ---------------------------------------- | ------- | -------- | --------- | ------- |
| N/A                                      | N/A     | N/A      | N/A       | Maire   |
| Les données manquantes sont à compléter. |         |          |           |         |